# Justizamt Köthen
Das Justizamt Köthen war 1812 bis 1847 eine Gerichts- und Verwaltungseinheit im Herzogtum Anhalt-Köthen und danach im Herzogtum Anhalt-Dessau mit Sitz in Köthen.

## Geschichte
Das Fürstentum Anhalt-Köthen gliederte sich in Ämter, darunter das Amt Köthen. Im Jahre 1811 wurde das Land nach französischem Vorbild neu in sechs Distrikte eingeteilt. Ab 1812 wurden die landesherrlichen Verwaltungs- und Gerichtseinheiten in Anhalt-Köthen dann einheitlich Justizamt genannt. Im Rahmen dieser Neuorganisation entstand das Justizamt Köthen mit einem gegenüber dem alten Amt verkleinerten Umfang. Es umfasste die Stadt Köthen und folgende 17 Dörfer: Geutz, Groß Paschleben, Trinum, Frenz, Mörbzig, Kleinwülknitz, Großwülknitz, Edderitz, Baasdorf, Arensdorf, Prosigk, Locherau, Libehna, Ziebigk, Pfriemsdorf, Kleinbadegast und Großbadegast.
Im Jahre 1830 wurden 10.330 Einwohner in 1481 Häusern gezählt. Das Justizamt war sowohl Gericht erster Instanz als auch Verwaltungsbehörde. Als Appellationsgericht diente die herzogliche Regierung in Köthen.

## Übergang an Anhalt-Dessau 1847
Im Jahre 1847 ging Anhalt-Köthen in Anhalt-Dessau auf und die Gerichte wurden übernommen. Appellationsgericht war nun die herzogliche Regierung in Dessau.

## Neuorganisation 1849/50
Mit der Märzrevolution war eine umfassende Verwaltungs- und Justizreform verbunden. Die Trennung der Rechtsprechung von der Verwaltung wurde eingeführt und die Patrimonialgerichte abgeschafft. Die Verwaltungsaufgaben übernahmen die Kreisdirektionen und die Gerichtsfunktionen die Kreisgerichte und Kreisgerichtskommissionen.
Für die Justiz entstand so das Kreisgericht Köthen. Dieses war dem Oberlandesgericht Dessau in zweiter und Oberappellationsgericht Jena letzter Instanz übergeordnet. Die Verwaltungsaufgaben übernahm die Kreisdirektion Köthen.